# بخش مرکزی شهرستان پارس‌آباد
بخش مرکزی، یکی از بخش‌های شهرستان پارس‌آباد در استان اردبیل ایران است. مرکز این بخش، شهر پارس‌آباد است.

## تقسیمات کشوری
- بخش مرکزی شهرستان پارس‌آباد
  - دهستان ساوالان
  - دهستان اولتان

شهرها: پارس‌آباد و اولتان

## جمعیت
بر پایه سرشماری عمومی نفوس و مسکن در سال ۱۳۹۵، جمعیت بخش مرکزی شهرستان پارس‌آباد برابر با ۱۱۸٬۱۴۴ نفر بوده‌است.